# Chrisette Michele
Chrisette Michele Payne, nota come Chrisette Michele (Long Island, 8 dicembre 1982), è una cantautrice statunitense.

## Carriera
Inizia a collaborare con diversi artisti e gruppi hip hop come The Game (in LAX), Jay-Z (in Kingdom Come) e Nas (in Hip Hop Is Dead). Appare anche nella bonus track dell'album The Big Doe Rehab di Ghostface Killah.
Nel giugno 2007 pubblica l'album di debutto I Am, da cui vengono estratti quattro singoli (il primo è If I Have My Way).
Nel 2008 collabora con i The Roots per l'album Rising Down. Nello stesso anno si esibisce con Raheem DeVaughn e Solange Knowles.
Nel maggio 2009 pubblica Epiphany, suo secondo album (#1 della Billboard 200). Lavora con i rapper Rick Ross e Drake per il disco Teflon Don (2010). Nel 2009 vince un Grammy Award nella categoria "Best Urban/Alternative Performance" in riferimento a Be OK.
Pubblica nel 2010 il suo terzo disco, Let Freedom Reign.
Better, quarto disco dell'artista, esce nel giugno 2013 attraverso la Motown Records. Il disco riceve una nomination ai Grammy Awards 2014 nella categoria "Best R'n'B Album".

## Discografia

### Album studio
- 2007:  I Am
- 2009:  Epiphany
- 2010:  Let Freedom Reign
- 2013:  Better

### Mixtape
- 2010: Love Thy Brother
- 2012: Audio Visual Presentation: Audrey Hepburn